# Улица Малышева (Екатеринбург)
У́лица Ма́лышева (быв. Магистра́цкая, Покро́вский проспе́кт) — одна из старейших магистралей Екатеринбурга. Начинается от улицы Репина на западе, проходит через старую часть Екатеринбурга и завершается сопряжением с улицей Новгородцевой на востоке. Общая протяжённость — 5770 м. Прежнее название получила по приделу Покрова Богородицы Свято-Духовской церкви, построенной в 1755—1768 годах. В 1919 году названа в честь революционера И. М. Малышева.

## Достопримечательности
- Малышева, 46 — бывший дом Поклевского-Козелл и Городская дума, впоследствии Горсовет и горком партии. Ныне краеведческий музей.
- Малышева, 21 — Общежитие «УралОблСовНархоза»
- Православный храм Большой Златоуст.
- Православный храм Малый Златоуст (утрачен).
- Каменный мост.
- Павильон «Цветы».
- Малышева, 68а — бывшая «Американская гостиница», где останавливались Чехов, Менделеев, Бальмонт и другие. Ныне художественное училище. Установлены мемориальные доски.

На месте захоронения известного уральского революционера И. М. Малышева в городе Златоусте Челябинской области в советские годы была установлена только небольшая мемориальная плита, никаких других объектов (улиц, парков, памятников) его именем там названо не было, тогда как в Екатеринбурге — это одна из центральных улиц города, на которой находится одноимённая площадь и памятник.
- Небоскрёб «Высоцкий» на перекрёстке с улицей Карла Либкнехта
- Самолёт Як-50 на крыше дома Обороны
- Памятник И. М. Малышеву недалеко от Каменного моста через Исеть
- Каменный мост через Исеть
- Большой Златоуст
- Здание быткомбината «Рубин»
- Павильон «Цветы»

## Транспорт
На большей части улицы Малышева (от улицы Репина до улицы Мира) ходит троллейбус. Троллейбусные маршруты по улице проходят следующие:
- На всём протяжении троллейбусной линии (от Репина до Мира) — 7
- На участке от Репина до Центральной гостиницы — 3 и 15
- На участке от Центральной гостиницы до Мира — 6, 20 (в оба направления), 18 (в сторону Мира), 19 (в сторону Центральной гостиницы)
- Восточнее перекрёстка с улицей Гагарина по улице Малышева ходит трамвай (маршруты 5, 8, 13, 15, 23, 32)

Кроме того на разных участках улицы по ней проходят автобусные маршруты:
- 25 — на всём протяжении улицы в оба направления
- 61 — в восточном направлении на всём протяжении улицы; в западном от моста через объездную дорогу до улицы Мира
- 65 — только в восточном направлении от Центральной гостиницы до ул. Луначарского
- 13 — только в западном направлении от Центральной гостиницы до ул. 8-го Марта
- 32 — только в западном направлении от Восточной ул. до ул. 8-го Марта
- 18 — в восточном направлении от Восточной ул. до ул. Мира; в западном от ул. Гагарина до ул. Восточной.

- Перекрёсток с улицей Луначарского, вид на восток
- Вид на восток, в сторону улицы Луначарского
- Перекрёсток с улицей Толмачёва, вид на запад
- Вид со смотровой площадки Высоцкого
- Развязка с Егоршиинским подходом